# Patinoire François-Le-Comte
La patinoire François-Le-Comte est une patinoire édifiée en 1975 en centre-ville de la commune française d'Évry-Courcouronnes dans le département de l’Essonne.

## Histoire
La patinoire François-Le-Comte a été inaugurée en 1975, parallèlement à l'inauguration du centre commercial Évry 2, du théâtre de l'Agora, de la médiathèque et de la piscine d'Évry ; quelques années après la création de la ville nouvelle d'Évry en 1965.
La patinoire a été nommée patinoire François-Le-Comte en 1994, en hommage au président de la section patinage artistique de l'assciation sportive SCA 2000 d'Évry de 1980 à 1991.

## Présentation
La patinoire jouxte le centre commercial Évry 2, dans le complexe « Agorasport » qui comprend également une piscine  (située sous la patinoire) et une salle de musculation ainsi qu'un bar panoramique qui donne directement sur la piste de la patinoire.
D'une dimension de 56 m × 26 m, la patinoire à une capacité de deux cent cinquante places assises.
Elle accueille les matchs de hockey sur glace de l'équipe des Jets d'Évry-Viry ainsi que les entrainements de la section patinage artistique de l'association sportive SCA 2000 d'Évry.

## Accès
La patinoire est accessible en transport en commun par :
- les lignes du réseau de bus Évry Centre Essonne : 401, 402, 403, 404, 405, 407, 408 et 453 ;
- les trains de la ligne D du RER à la gare d'Évry - Courcouronnes.

## Galerie de photographies

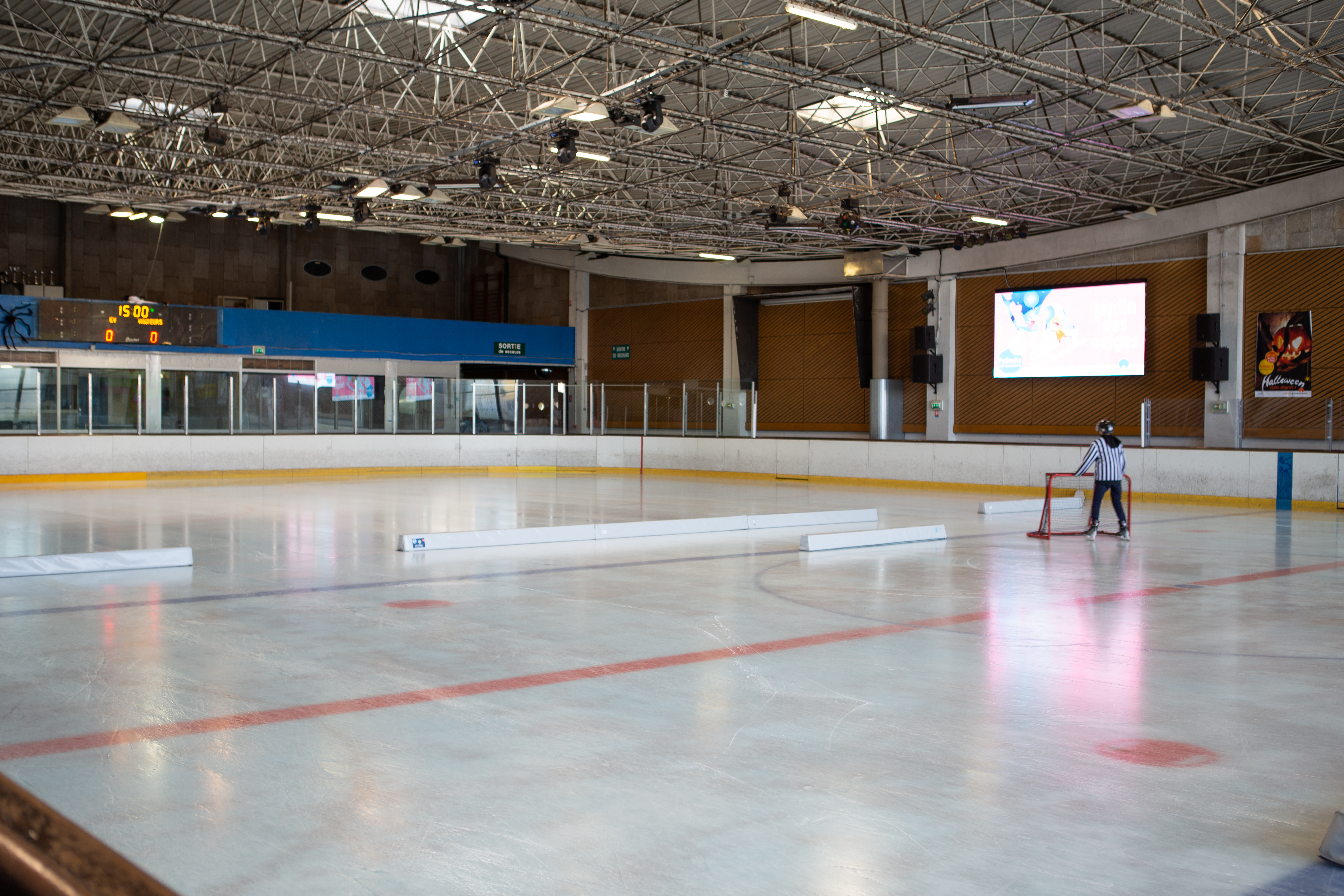
La patinoire.
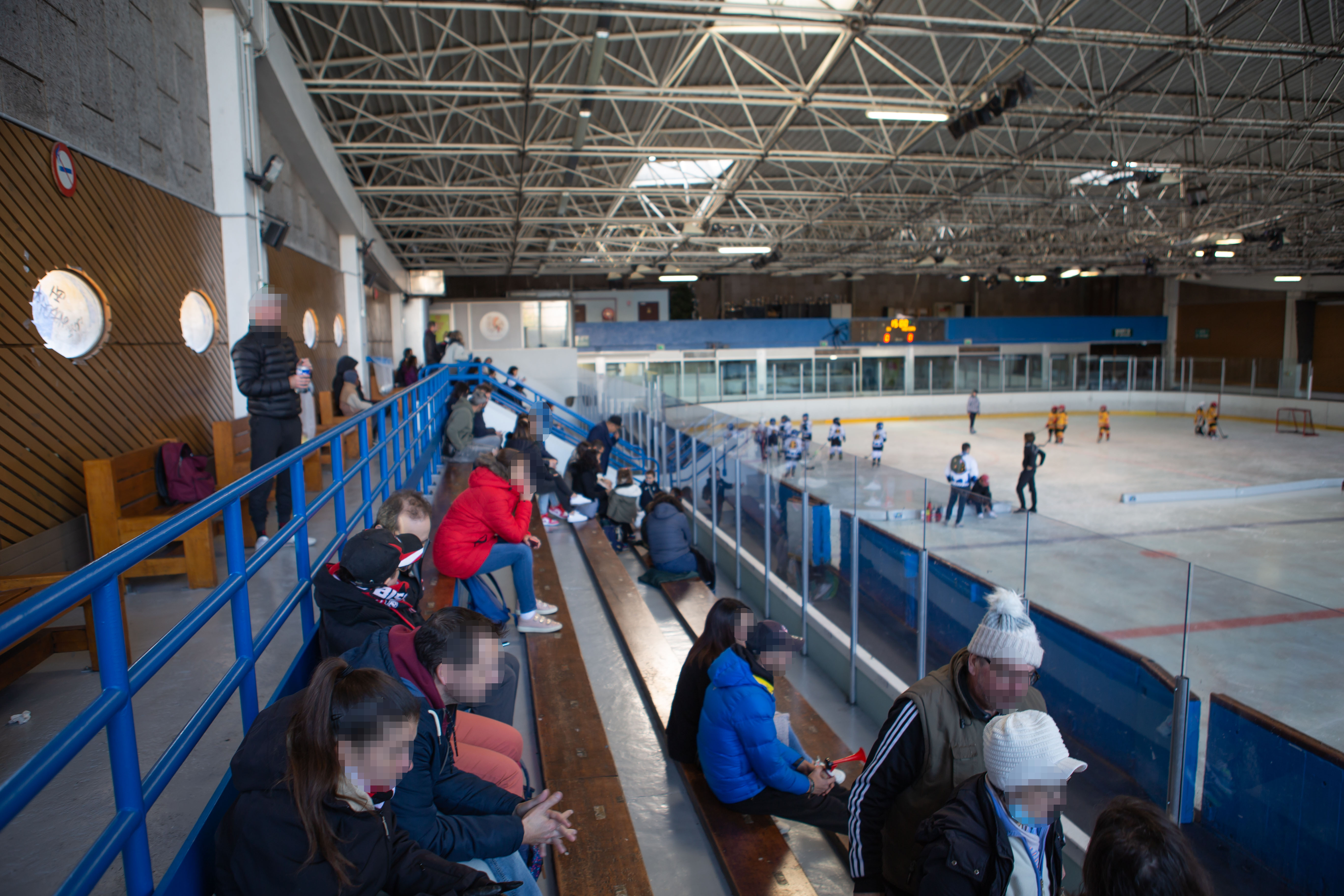
Les gradins.
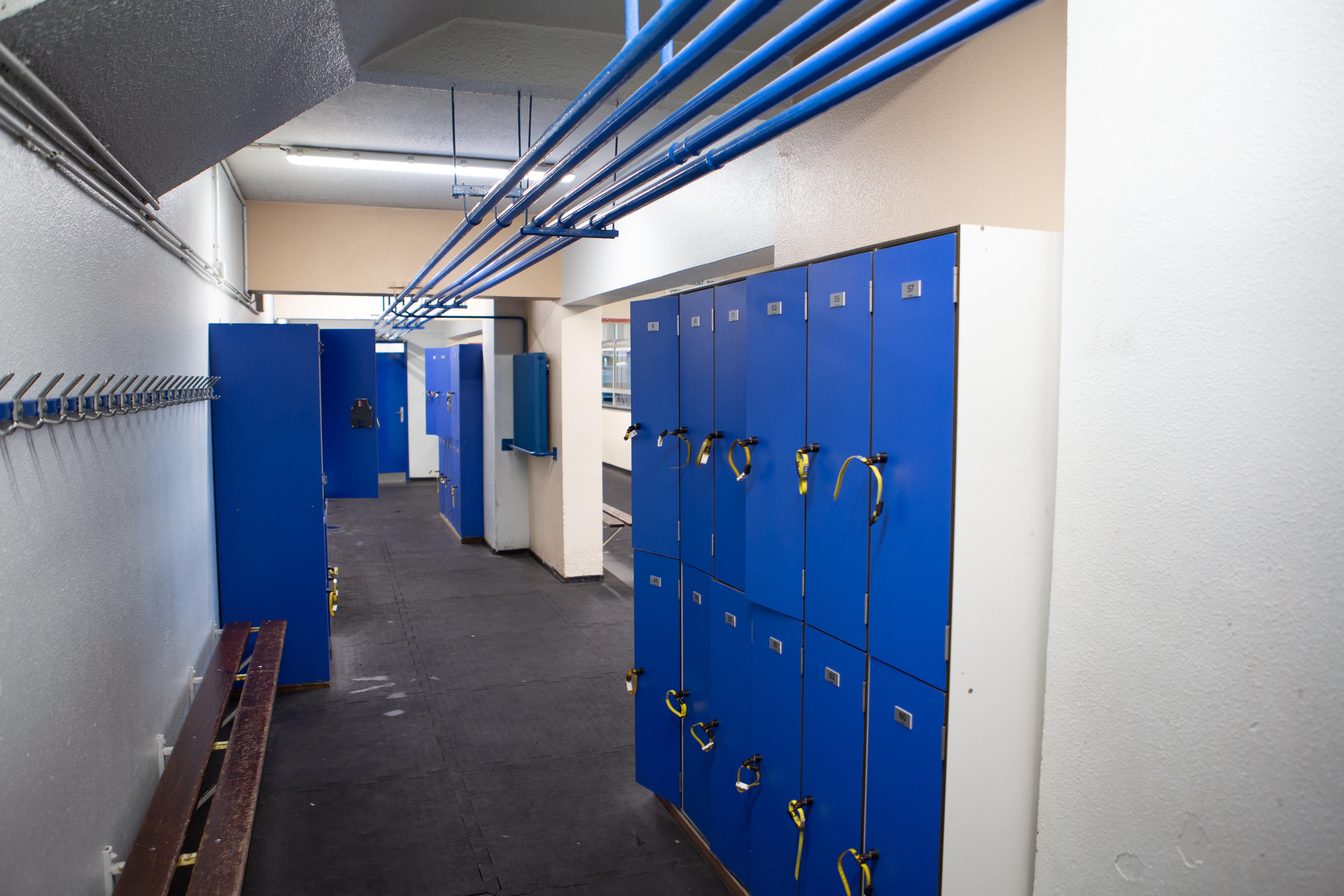
Les vestiaires.